# Futbolo Klubas Inkaras Kaunas
Il FK Inkaras Kaunas era una società calcistica lituana con sede nella città di Kaunas, scioltasi nel 2003.

## Storia
Durante la propria storia ha militato per molti anni nelle serie regionali del calcio sovietico e, negli anni cinquanta disputò alcune edizioni di Coppa dell'Unione Sovietica; al discioglimento dell'unione è stata una delle due squadre cofondatrici del neonato campionato lituano.
Alla metà degli anni novanta risalgono i maggiori successi per il club che conquista 2 campionati lituani consecutivi e una supercoppa. Inoltre partecipa alla Coppa UEFA ed alla Coppa Intertoto.
Nel 2003, dopo alcuni anni non molto fortunati, la società viene sciolta.

## Calcio a 5
Oltre ad aver partecipato ai primi campionati lituani di calcio, l'Inkaras è stata anche la prima dominatrice dei campionati nazionali di calcio a 5: dalla stagione 1999/2000 ha vinto 5 campionati di seguito aggiudicandosi anche due coppe nazionali, pur disciolta è ancora la squadra con più allori di tutta la Lituania.
La società ha inoltre disputato due edizioni della UEFA Futsal Cup

### Inkaras in Europa
Nelle nove partite europee disputate, l'Inkaras ha colto cinque vittorie e quattro sconfitte, senza mai superare i gironi di qualificazione alle fasi finali.
- P = Primo Turno

| Stagione | Competizione | Turno | Sedee   | Club                 | Punteggio |
| -------- | ------------ | ----- | ------- | -------------------- | --------- |
| 2001-02  | Coppa UEFA   | P     | Croazia | Doukas SAC           | 5-3       |
| 2001-02  | Coppa UEFA   | P     | Croazia | Simurg Minsk         | 3-2       |
| 2001-02  | Coppa UEFA   | P     | Croazia | MNK Split            | 1-3       |
| 2002-03  | Coppa UEFA   | P     | Dubnica | Action 21 Charleroi  | 0-6       |
| 2002-03  | Coppa UEFA   | P     | Dubnica | KS Flamurtari Valona | 12-4      |
| 2002-03  | Coppa UEFA   | P     | Dubnica | Program Dubnica      | 0-1       |
| 2003-04  | Coppa UEFA   | P     | Kaunas  | KMF VIP Sofia        | 8-2       |
| 2003-04  | Coppa UEFA   | P     | Kaunas  | Iberia Tbilisi       | 2-1       |
| 2003-04  | Coppa UEFA   | P     | Kaunas  | Boomerang Interviu   | 0-5       |

## Nomi storici
- 1937-1989: Futbolo Klubas Inkaras Kaunas
- 1989-1991: SVSM Inkaras
- 1991-1995: Vytis Inkaras
- 1995-2000: Inkaras Grifas
- 2000-2003: Atletas Inkaras Futbolo Klubas

## Palmarès

### Calcio

#### Competizioni nazionali
- Campionati della RSS lituana: 5

1950, 1951, 1954, 1964, 1965
- Coppa della RSS Lettone: 6

1948, 1949, 1951, 1954, 1965, 1969
- Campionati lituani: 2

1994-1995, 1995-1996
- Coppa di Lituania: 1

1995
- Supercoppa di Lituania: 1

1995

#### Altri piazzamenti
- Campionato della RSS lituana:

Secondo posto: 1949, 1952, 1953, 1957, 1967, 1988
Terzo posto: 1962-1963, 1969, 1987
- Campionato lituano:

Secondo posto: 1994-1995
Terzo posto: 1996-1997
- Coppa di Lituania:

Finalista: 1996, 1997
- Supercoppa di Lituania:

Finalista: 1996

### Calcio a 5

#### Competizioni nazionali
- Campionati lituani: 5

1999-2000, 2000-2001, 2001-2002, 2002-2003, 2003-2004
- Coppe della Lituania: 2

2002-2002, 2002-2003

## Record di squadra
| Assoluti - Debutto FK Inkaras Kaunas-Spartakas Kaunas 1-1 (19 maggio 1948) - Vittoria più larga FK Inkaras Kaunas-Zalgiris Ukmerge 19-0 (1951) - Peggior sconfitta FK Inkaras Kaunas-Romar Mazeikiai 0-9 (1994) |

## Inkaras in Europa
- Q = Turno di qualificazione
- P = Turno preliminare

| Stagione | Competizione    | Turno | Nazione         | Club          | Punteggio           |
| -------- | --------------- | ----- | --------------- | ------------- | ------------------- |
| 1995/96  | Coppa UEFA      | Q     | Danimarca       | Brøndby IF    | 0-3, 0-3            |
| 1996/97  | Coppa UEFA      | P     | Bulgaria        | Slavia Sofia  | 3-4, 1-1            |
| 1997/98  | Coppa UEFA      | P     | Repubblica Ceca | Boby Brno     | 3-1, 1-6            |
| 1998     | Coppa Intertoto | 1T    | Azerbaigian     | Fekhlesi Baku | 0-1, 1-0 (5-4 rig.) |
|          |                 | 2T    | Germania        | Werder Brema  | 1-4, 0-1            |